# Miloš Slabý
Miloš Slabý (* 1. März 1972 in Prag) ist ein tschechischer Handballtorwart.

## Karriere
2004 kam Miloš Slabý vom tschechischen Verein HC Baník Karviná zum damaligen Zweitligisten HBW Balingen-Weilstetten. Mit der Mannschaft wurde er in der Saison 2005/2006 Meister und stieg mit ihr in die 1. Bundesliga auf. Zum 31. Juli 2009 wurde der bis zum Ende der Saison 2009/10 laufende Vertrag einvernehmlich beendet. Anschließend verpflichtete ihm der Zweitligist TV Neuhausen/Erms. 2011 schloss er sich dem TSV Altensteig an.
Slabý bestritt für die tschechische Nationalmannschaft 90 A-Länderspiele.